# Can Cardona dels Vilars
Can Cardona dels Vilars és un mas aïllat situat a uns dos quilòmetres del poble de Maçanet de Cabrenys (l'Alt Empordà). Està protegit com a bé cultural d'interès local.
L'edifici ha patit rehabilitacions en època contemporània, com són l'arremolinat de la façana posterior o la construcció del porxo al primer pis de la façana principal. Aquesta façana principal està gairebé tapada a la vista a causa de la gran terrassa que té a davant. Pel que fa a la façana lateral té com a element destacat una volta de canó.